# Кальварский, Сергей Анатольевич
Серге́й Анато́льевич Кальва́рский (род. 10 мая 1965, Ленинград) — российский телевизионный деятель медиаменеджер, актёр, кинорежиссёр
, продюсер, академик Академии Российского телевидения.

## Биография
Родился в Ленинграде в семье композитора-песенника Анатолия Кальварского.
В 1984 году закончил Ленинградское музыкальное училище им. Н. А. Римского-Корсакова по классу кларнета. С 1986 по 1990 год учился в Ленинградском Государственном институте театра и кинематографии, специальность — актёр драматического театра и кино (профессор — И. П. Владимиров). Параллельно с учёбой участвовал в студенческих постановках Театра им. Ленсовета. После окончания ЛГИТМиК играл в театре «Буфф».
С 1990 года работал на Ленинградском телевидении ведущим и режиссёром. Вёл сборный концерт во Дворце спорта «Юбилейный», на котором произошло убийство известного певца Игоря Талькова.
Свой первый музыкальный видеоклип Кальварский отснял в 1992 году на песню «Ночь» других выпускников ЛГИТМиК — группы «Секрет». После этого вместе с Фёдором Бондарчуком он основывает фирму «Art Pictures Петербург» и с той же поры начинает активно участвовать в создании клипов и телепрограмм. Сотрудничал c Аллой Пугачёвой, Филиппом Киркоровым, Игорем Николаевым, Михаилом Шуфутинским, Лолитой, Ириной Салтыковой, Ириной Аллегровой, Леонидом Агутиным, групп «Блестящие», «Премьер-министр» и многими другими исполнителями. Также сам снимался в клипах у своего коллеги, режиссёра Олега Гусева. В апреле 2004 года завершил съёмки своего последнего видеоклипа — на песню Валерии «Радуга-дуга».
Будучи сотрудником «Art Pictures Петербург», работал режиссёром передач «Кальвар-шоу», «Поп-магазин», «50х50», «Утренняя почта», «Песня года», «Горячая десятка» и «Звуковая дорожка», а также сольных концертов и рекламных роликов. Принимал участие в выпуске шоу народных талантов «Знак качества» на ТВ-6.
Под руководством Кальварского свои творческие карьеры начинали такие деятели кино и телевидения, как Вера Кричевская и Анна Пармас.
В 1998 году вместе с Валерием Спириным приступает к съёмкам художественного фильма «Марцефаль», однако картина увидела свет лишь в 2012 году на Московском международном кинофестивале.
В начале 2000 года участвовал в разработке ночного блока «Русское музыкальное телевидение» на РТР производства фирмы «АРС» Игоря Крутого, но вскоре проект был заморожен и не появился в эфире.
В конце 2000 года Кальварский переезжает в Москву, выступает постановщиком конкурса красоты «Мисс Россия». Через несколько месяцев он учреждает ООО «Студия Сергея Кальварского», вошедшее в группу компаний ВИD. Первый проект студии — авторская программа «Сати» на ОРТ, режиссёром которой до 10 января 2004 года был Кальварский. Осенью 2002 года студия находит себе нового партнёра — создаёт для канала ТВС передачи «Вне закона», «Любовные истории» и «Гурман», но в мае-июне 2003 года (незадолго до закрытия канала) сотрудничество прекращается из-за финансовых проблем.
В июле 2003 года Сергей Кальварский назначается главным режиссёром телекомпании ВИD и начинает активно производить документальные фильмы. После этого его студия переименовывается в «Сохо Продакшн», а «Вне закона» и «Любовные истории» начинают выходить на «Первом канале». Спустя год Кальварский сам переходит в штат этого канала, где становится директором Дирекции художественных, развлекательных и просветительских программ. В данной должности он курировал создание таких передач, как «Поле чудес», «Угадай мелодию» (вторая версия), «Фабрика звёзд», «Пан или пропал», «Большая премьера», «Весёлые картинки», «Большие гонки», «Большой спор», «Вечер с Максимом Галкиным», «На ночь глядя», «Контрольная закупка», «Их разыскивает милиция», «Властелин горы», «Минута славы» и «Король ринга», а также некоторых праздничных концертов и документальных фильмов.
В августе 2007 года Кальварский покидает «Первый канал», а все передачи, запущенные под его начальством, были или закрыты, или переданы основанной месяцем ранее телекомпании «Красный квадрат». Его компания приобретает название «Сохо Медиа» и начинает сотрудничество с развлекательным каналом СТС. После успешно прошедших в эфире проектов «Звонок» и «СТС зажигает суперзвезду!» холдинг «СТС Медиа» выкупает «Сохо Медиа». Таким образом, в период с 2008 по 2010 год Кальварский принимает непосредственное участие в производстве передач для телеканалов холдинга: СТС, «Домашний» и ДТВ.
В 2010 году Сергей Кальварский со своей командой переходит в новую независимую студию — «Гайд Парк», тогда как «Сохо Медиа» годом позже прекращает существование, объединившись с компанией «Костафильм» в «Story First Production». До 2013 года «Гайд Парк» работал с различными телеканалами («MTV Россия», «Перец», «Муз-ТВ», «Звезда», RTVi). В октябре 2018 года компания была ликвидирована.
С 15 ноября 2011 по 15 ноября 2012 года вместе со своей давней знакомой — Ксенией Собчак — вёл авторскую программу «Барабака и серый волк» на радиостанции «Серебряный дождь». Помимо этого, с апреля по июнь 2012 года он производил ток-шоу «Главная тема», которое вела Собчак, для грузинского телеканала ПИК.
В 2013 году выпустил фильм «Заложник» о фигурантах дела ЮКОСа. После этого он прекратил работу на телевидении и вместе с семьёй переехал на постоянное место жительства в США (штат Майами), где остался и после обострения российско-украинских отношений в 2014 году. В США занимался бизнесом в индустрии моды.
В октябре 2017 года, вернувшись в Москву, вошёл в избирательный штаб Ксении Собчак, выдвинувшей свою кандидатуру на президентских выборах 2018 года. Занимался созданием видеороликов и материалов для канала на YouTube.
В начале 2019 года занимает должность директора по развитию коллегии адвокатов Pen&Paper. Находясь в этой должности, он как режиссёр снимает короткометражный фильм «Картина» о молодом художнике, чьё полотно расценивается правительством как оскорбление. Как индивидуальный предприниматель в этом же году возобновил проект «Вне закона», перешедший на телеканал «Че».
В 2022 году выступил в роли шоураннера (сценариста и продюсера) детективного сериала «Фишер», вышедшего 8 февраля 2023 года на онлайн-сервисах more.tv и Wink.
Член Академии Российского телевидения с 2007 года. 

## Личная жизнь
Женат, имеет двух детей. Сын Сергей учился в мастерской Александра Сокурова в Санкт-Петербурге.

## Фильмография

### Актёр
- 1995 — Музыка для декабря (художественный фильм) — рекламный директор
- 2006 — Весёлые соседи (телесериал) — Лёша Харин
- 2018 — Лето — гость
- 2020 — То же — эпизод

### Режиссёр
- 1998 — Марцефаль
- 2019 — Картина (короткометражный)
- 2020 — Процесс (короткометражный)

#### Прочее
- 1995 — Мой блуждающий огонь (клип)

## Награды
- 2007 год — премия ТЭФИ в номинации «Лучшая развлекательная программа», шоу «Вечер с Максимом Галкиным» («Первый канал»).
- 2010 год — премия ТЭФИ за цикл документальных фильмов «История российского шоу-бизнеса» («СТС»).
- Победитель международного фестиваля «Detective Fest» в номинации «Drug-Free World».
- 2019 год — международный фестиваль независимого кино «Festigious» в номинации «Лучшая комедия» и «Лучший режиссёр короткометражного кино» за фильм «Картина»[46].